# Aurora Carbonell i Abella
Aurora Carbonell i Abella   (Sitges, 1966) és una política catalana, graduada en humanitats, professionalment vinculada al món del turisme. Des de 2019 és alcaldessa de Sitges. Fou diputada del parlament en la XII legislatura catalana per Esquerra Republicana.

## Biografia
Professionalment s'ha dedicat al turisme, en el negoci familiar, una agència de viatges que crearen els seus pares als anys 60. També ha treballat a l'administració pública com a funcionària al departament d'Economia i Coneixement de la Generalitat de Catalunya i a la secretaria d'Universitats i Recerca. Durant les eleccions municipals del 2015 fou elegida regidora per la llista d'Esquerra Republicana a l'Ajuntament de Sitges. Durant el període 2015 - 2019 va formar part del govern municipal de coalició amb CiU, sent la primera tinent d'alcalde de l'Ajuntament de Sitges i regidora de promoció econòmica, turisme i platges. L'any 2019 encapçalà la candidatura d'Esquerra Republicana, candidatura guanyadora de les eleccions i com a resultat del pacte de govern amb Sitges Grup Independent i Guanyem Sitges, esdevingué la primera alcaldessa dona de Sitges. Entre 2019 i 2021 compaginà el càrrec d'alcaldessa amb el de diputada al Parlament de Catalunya arrel de la renúncia a l'acta de diputada d'Eva Baró i Ramos. El 2021 no es va tornar a presentar a les eleccions al Parlament. El 2023 es va tornar a presentar a les eleccions municipals, mantenint el càrrec d'alcaldessa.
El dia 21 de juny de 2023 fou detinguda i posteriorment posada en llibertat, investigada en el marc d'una operació anticorrupció sobre una possible concessió irregular de subvencions a entitats socials. Les detencions no van ser ordre de la jutgessa que investiga el cas, sinó que van ser iniciativa de la Policia Nacional. De fet, el col·legi d'advocats de Barcelona va denunciar la detenció injustificada afirmant que es tractava d'una 'pena de telediari'.
Pel que fa l'àmbit personal, és mare de dos fills, sòcia d'Òmnium Cultural i Assemblea Nacional Catalana, i aficionada a la música i la dansa.